# Pallacanestro Reggiana 2014-2015
Questa voce raccoglie le informazioni riguardanti la Pallacanestro Reggiana nelle competizioni ufficiali della stagione 2014-2015.

## Stagione
La stagione 2014-2015 del Pallacanestro Reggiana sponsorizzata Grissin Bon, è la 17ª nel massimo campionato italiano di pallacanestro, la Serie A.
Anche per questa stagione si decise di optare per la formula con 5 giocatori stranieri senza vincoli.

## Organigramma societario

### Area tecnica
- Allenatore: Massimiliano Menetti
- Vice-Allenatore: Flavio Fioretti
- Assistente allenatore: Devis Cagnardi
- Preparatore atletico: Emanuele Tibiletti
- Fisioterapista: Francesco Violi
- Medico sociale:Vincenzo Guiducci

### Dirigenza
- Team Manager: Filippo Barozzi
- Amministratore Delegato: Alessandro Dalla Salda

## Roster
Aggiornato al 13 febbraio 2017.
| Grissin Bon Reggio Emilia 2014-15 | Grissin Bon Reggio Emilia 2014-15 |
| Giocatori                         | Staff tecnico                     |
| --------------------------------- | --------------------------------- |

| N. | Naz.                      | Ruolo | Nome                 | Anno | Alt.   | Peso   |  |
| -- | ------------------------- | ----- | -------------------- | ---- | ------ | ------ |  |
| 4  | Italia (bandiera)         | P     | Federico Mussini     | 1996 | 184 cm | 65 kg  |  |
| 5  | Zimbabwe (bandiera)       | C     | Vitalis Chikoko      | 1991 | 208 cm | 90 kg  |  |
| 6  | Italia (bandiera)         | AG    | Achille Polonara     | 1991 | 205 cm | 92 kg  |  |
| 7  | Lituania (bandiera)       | AC    | Darjuš Lavrinovič    | 1979 | 212 cm | 108 kg |  |
| 8  | Italia (bandiera)         | G     | Amedeo Della Valle   | 1993 | 196 cm | 86 kg  |  |
| 9  | Stati Uniti (bandiera)    | G     | Donell Taylor        | 1982 | 198 cm | 91 kg  |  |
| 10 | Cecoslovacchia (bandiera) | AG    | Adam Pecháček        | 1995 | 207 cm | 100 kg |  |
| 11 | Italia (bandiera)         | C     | Giovanni Pini        | 1992 | 204 cm | 92 kg  |  |
| 12 | Lituania (bandiera)       | C     | Kšyštof Lavrinovič   | 1979 | 210 cm | 115 kg |  |
| 13 | Lituania (bandiera)       | G     | Rimantas Kaukėnas    | 1977 | 192 cm | 84 kg  |  |
| 14 | Italia (bandiera)         | C     | Riccardo Cervi       | 1991 | 214 cm | 112 kg |  |
| 15 | Lettonia (bandiera)       | AP    | Ojārs Siliņš         | 1993 | 204 cm | 98 kg  |  |
| 16 | Stati Uniti (bandiera)    | G     | Drake Diener         | 1981 | 196 cm | 91 kg  |  |
| 17 | Lettonia (bandiera)       | GA    | Artūrs Strautiņš     | 1998 | 196 cm | 80 kg  |  |
| 19 | Italia (bandiera)         | G     | Andrea Rovatti       | 1996 | 198 cm | 95 kg  |  |
| 20 | Italia (bandiera)         | P     | Andrea Cinciarini    | 1986 | 193 cm | 87 kg  |  |
| -  | Italia (bandiera)         | G     | Emanuele Casu        | 1997 | 193 cm |        |  |
| -  | Italia (bandiera)         | G     | Giacomo Lavacchielli | 1996 | 189 cm |        |  |
| -  | Italia (bandiera)         | P     | Cristiano Magnani    | 1996 | 180 cm |        |  |
| -  | Italia (bandiera)         | G     | Gabriele Stefanini   | 1999 | 187 cm |        |  |

| Allenatore                                                                                     |
| - Massimiliano Menetti                                                                         |
| Assistente/i                                                                                   |
| - Devis Cagnardi - Flavio Fioretti Legenda - (C) Capitano - (IN) Inattivo - Infortunato Roster |

## Mercato

### Sessione estiva
| Acquisti | Acquisti           | Acquisti       | Acquisti   | Acquisti |
| R.       | Nome               | da             | Modalità   |          |
| -------- | ------------------ | -------------- | ---------- | -------- |
| G        | Donell Taylor      | Reyer Venezia  | definitivo |          |
| AG       | Adam Pecháček      | Virtus Bologna | definitivo |          |
| G        | Drake Diener       | Dinamo Sassari | definitivo |          |
| AG       | Achille Polonara   | Pall. Varese   | definitivo |          |
| C        | Kšyštof Lavrinovič | Valencia       | definitivo |          |

| Cessioni | Cessioni          | Cessioni        | Cessioni       | Cessioni |
| R.       | Nome              | a               | Modalità       |          |
| -------- | ----------------- | --------------- | -------------- | -------- |
| P        | Ariel Filloy      | Pistoia Basket  | fine contratto |          |
| C        | Angelo Gigli      | Olimpia Milano  | fine prestito  |          |
| A        | Michele Antonutti | Free agent      | fine contratto |          |
| AP       | James White       | UNICS Kazan'    | fine contratto |          |
| C        | Greg Brunner      |                 | ritirato       |          |
| G        | Troy Bell         | Free agent      | fine contratto |          |
| G        | Matteo Frassineti | Fulgor L. Forlì | fine contratto |          |

### Dopo l'inizio della stagione
| Acquisti | Acquisti          | Acquisti    | Acquisti   | Acquisti |
| R.       | Nome              | da          | Modalità   |          |
| -------- | ----------------- | ----------- | ---------- | -------- |
| AC       | Darjuš Lavrinovič | Free agent  | definitivo |          |
| GA       | Artūrs Strautiņš  | ASK Rīga    | definitivo |          |
| C        | Vitalis Chikoko   | TBB Treviri | definitivo |          |

| Cessioni | Cessioni           | Cessioni       | Cessioni    | Cessioni |
| R.       | Nome               | a              | Modalità    |          |
| -------- | ------------------ | -------------- | ----------- | -------- |
| C        | Kšyštof Lavrinovič | Lietuvos rytas | rescissione |          |
| G        | Donell Taylor      | Free agent     | rescissione |          |